# Originals (Kurupt)
Originals è il quarto album da solista del rapper Kurupt.

## Tracce
1. 1969
2. Original
3. Final Testament
4. We Bang
5. Never Give Up (feat. Suga Free)
6. Break Yo Bacc (feat. Suga Free)
7. Major Money
8. I Didn't Change
9. Keep It True
10. How U Got Ya Game
11. I Know
12. Can't Stop
13. California Anterazh
14. Y'z Up A'z Down Y.A.
15. Bang'n My Amps
16. They Luv It
17. Eat A Dicc (Bonus Track)